# Alan Wurzburger
Alan Wurzburger, pseudonimo di Giovanni Wurzburger (Napoli, 1955 – Napoli, 12 febbraio 2023), è stato un cantautore italiano.

## Gli Esordi
Come molti altri artisti napoletani, matura una grande esperienza nelle esibizioni dal vivo. Nel 1973, partecipa anche in qualità di attore e performer al tour Palepoli degli Osanna.
Il suo primo gruppo sono i Piazza Dante, in cui militano, oltre a lui, Gianni Guarracino, Nicola Napolitano e Paolo Avolio, con cui si esibisce in numerosi concerti, facendo anche da supporter a grandi nomi della scena italiana e internazionale, come Incredible String Band, PFM e Garybaldi.
In seguito intraprende lunghi tour europei: suona infatti a Londra e tiene numerosi concerti, spesso improvvisati in strada, anche in Spagna. Tornato in Italia, partecipa con il brano Sapenno, alla colonna sonora del film "FF.SS." - Cioè: "...che mi hai portato a fare sopra a Posillipo se non mi vuoi più bene?" di Renzo Arbore. Il brano è interpretato da Pietra Montecorvino.
Forma in seguito il cosiddetto Quartetto Wurzburger, sebbene composto in realtà da 5 elementi: 
- Alan Wurzburger: chitarra e voce
- Raffaele Filaci: percussioni
- Lello Settembre: clarinetto
- Maurizio Chiantone: contrabbasso
- Mimmo Sepe: fisarmonica e trombone.

Questo gruppo riceverà ampi consensi tanto da partecipare varie volte a programmi RAI come Uno Mattina.
Wurzburger è tra i fondatori di un locale napoletano molto famoso, Bucopertuso, vero e proprio punto di riferimento per la scena musicale della città.

## Carriera Discografica
Nel 1994 pubblica il suo primo album, Alan Wurzburger, con l'etichetta Polosud Records. Il disco viene anche stampato in Francia (nel 1997) dall'etichetta parigina Last Call Records che firma un contratto di licenza con la Polosud Records.
Nel settembre del 1997, con il nome di Giovanni Wurzburger, pubblica l'EP Spingole, ancora prodotto dalla Polosud Records. Nel frattempo, un brano del primo album e la title track del mini-CD entrano a far parte di due diverse compilation pubblicate dal quotidiano l'Unità.
Nella primavera del 2002, con il nome di Giovanni Wurzburger, esce il suo terzo album, Amour Amer, pubblicato dall'etichetta pugliese Sottosuono. L'album viene ripubblicato in digitale nel 2016, con il nome di Alan Wurzburger.
Il suo ultimo album, Mi fermo a guardare la luna, viene pubblicato dalla casa discografica Marocco Music/Aquadia nel 2018.
Il regista Luca Lanzano sta producendo un docufilm dedicato al cantautore, intitolato Alan Wurzburger - Il Racconto di un Ignorante.

## Discografia
- 1994: Alan Wurzburger
- 1997: Spingole (EP) - come Giovanni Wurzburger
- 2002: Amour Amer (come Giovanni Wurzburger nel 2002; come Alan Wurzburger nel 2016)
- 2018: Mi fermo a guardare la luna

## Filmografia
- 2017: Il Manutentore (nel ruolo di Oreste)
- 2024: Alan Wurzburger - Il Racconto di un Ignorante